# Mongua
Mongua è un comune della Colombia facente parte del dipartimento di Boyacá.
Il centro abitato venne fondato da un gruppo di frati francescani nel 1555, mentre l'istituzione del comune è del 4 novembre 1977.